# 阿久根駅
阿久根駅（あくねえき）は、鹿児島県阿久根市栄町にある肥薩おれんじ鉄道線の駅である。駅番号はOR21。阿久根市の中心駅であると共に鹿児島県最西端の駅。
観光列車「おれんじ食堂」も全列車停車する。

## 歴史

### 駅名の由来
出水郡阿久根村の中心駅として設けられたのが由来。
「あくね」の古い表記は「英祢（）」である。

### 年表

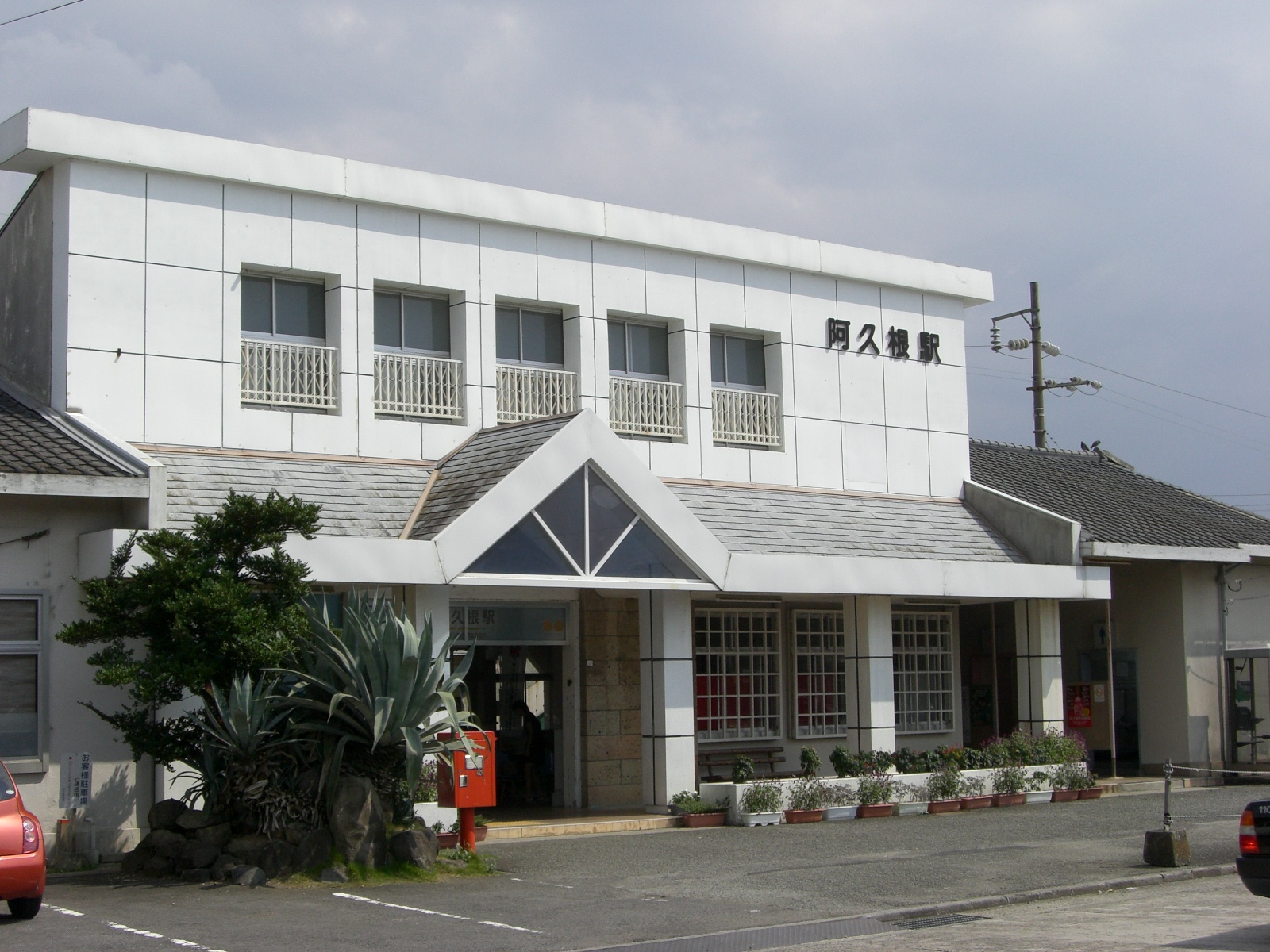
リニューアル前の駅舎
（2007年9月）

- 1922年（大正11年）10月15日：鉄道省川内線阿久根 - 西方間開通に伴い開設[2]。
- 1945年（昭和20年）8月12日：米軍の阿久根空襲により駅舎全焼。
- 1946年（昭和21年）2月21日：仮駅舎竣工。
- 1949年（昭和24年）
  - 3月27日：現駅舎竣工。
  - 6月1日：公共企業体である日本国有鉄道が発足。
- 1976年（昭和51年）4月2日：第1・2ホーム間の跨線橋が竣工する。
- 1978年（昭和53年）4月25日：みどりの窓口が新設される。
- 1984年（昭和59年）2月1日：貨物取扱廃止[3]。
- 1985年（昭和60年）3月14日：荷物扱い廃止[3]。
- 1987年（昭和62年）4月1日：国鉄分割民営化に伴いJR九州の駅となる[3]。
- 2004年（平成16年）
  - 3月13日：九州新幹線開業に伴いJR九州から移管され肥薩おれんじ鉄道の駅となる[4]。
  - 3月27日：新八代 - 当駅間を結ぶ観光快速「海風」が誕生。定期列車で初めて当駅止まり列車が設定される。
- 2005年（平成17年）3月1日：「海風」が川内まで延伸に伴い、当駅止まり列車が消滅。
- 2009年（平成21年）1月25日：2008年（平成20年）3月15日まで寝台特急「なは」で使用された24系客車2両を利用した「あくねツーリングSTAYsion」こと、ツーリングトレインの施設が駅前に開業[5]（運営元のNPO法人解散により2014年10月末閉鎖）。
- 2013年（平成25年）10月：駅舎改修工事開始。
- 2014年（平成26年）5月3日：駅舎改修工事が完成、「にぎわい交流館阿久根駅」として新装開業[1]。
- 2015年（平成27年）
  - 4月1日：肥薩おれんじ鉄道による「にぎわい交流館」の管理が終了。
  - 5月3日：にぎわい交流館オープン1周年記念イベントを開催。

### 新幹線開業による影響
阿久根駅は日本国有鉄道・九州旅客鉄道時代には特急「つばめ」や寝台特急「なは」・「はやぶさ」、夜行列車「かいもん」・「ドリームつばめ」が停車する等、停車本数の多い駅であった。転換後でも肥薩おれんじ鉄道の主要駅の一つであり、土日祝日には快速列車「オーシャンライナーさつま」がこの駅に停車し、普通列車の本数は転換前よりも倍増したものの、転換前の停車本数の半数以上が特急列車であったことから全体の列車本数は若干減少している。なお、鹿児島県が、九州新幹線の開業後1年して実施した調査では、利便性悪化によって阿久根への観光客・ビジネス客減少が見られること、また周辺住民が直接出水駅あるいは川内駅に向かうことになり阿久根の商店に打撃を与えていることが指摘されている。
同じような境遇となった例としては、北陸新幹線一部先行開業により新幹線の駅が佐久平駅に移り、信越本線時代には特急「あさま」・「白山」が停車し、しなの鉄道への転換後は快速と普通列車のみの停車となった小諸駅や、東北新幹線八戸駅 - 新青森駅開業後に新幹線の駅が七戸十和田駅に設けられたため、東北本線から青い森鉄道の転換後は快速と普通列車のみの停車となった三沢駅・野辺地駅・浅虫温泉駅、そして北陸新幹線長野駅 - 金沢駅間開業後に新幹線の駅が黒部宇奈月温泉駅に設けられたため、北陸本線からあいの風とやま鉄道の転換後はあいの風ライナーと普通列車のみの停車となった魚津駅や滑川駅などがある。

## 駅構造

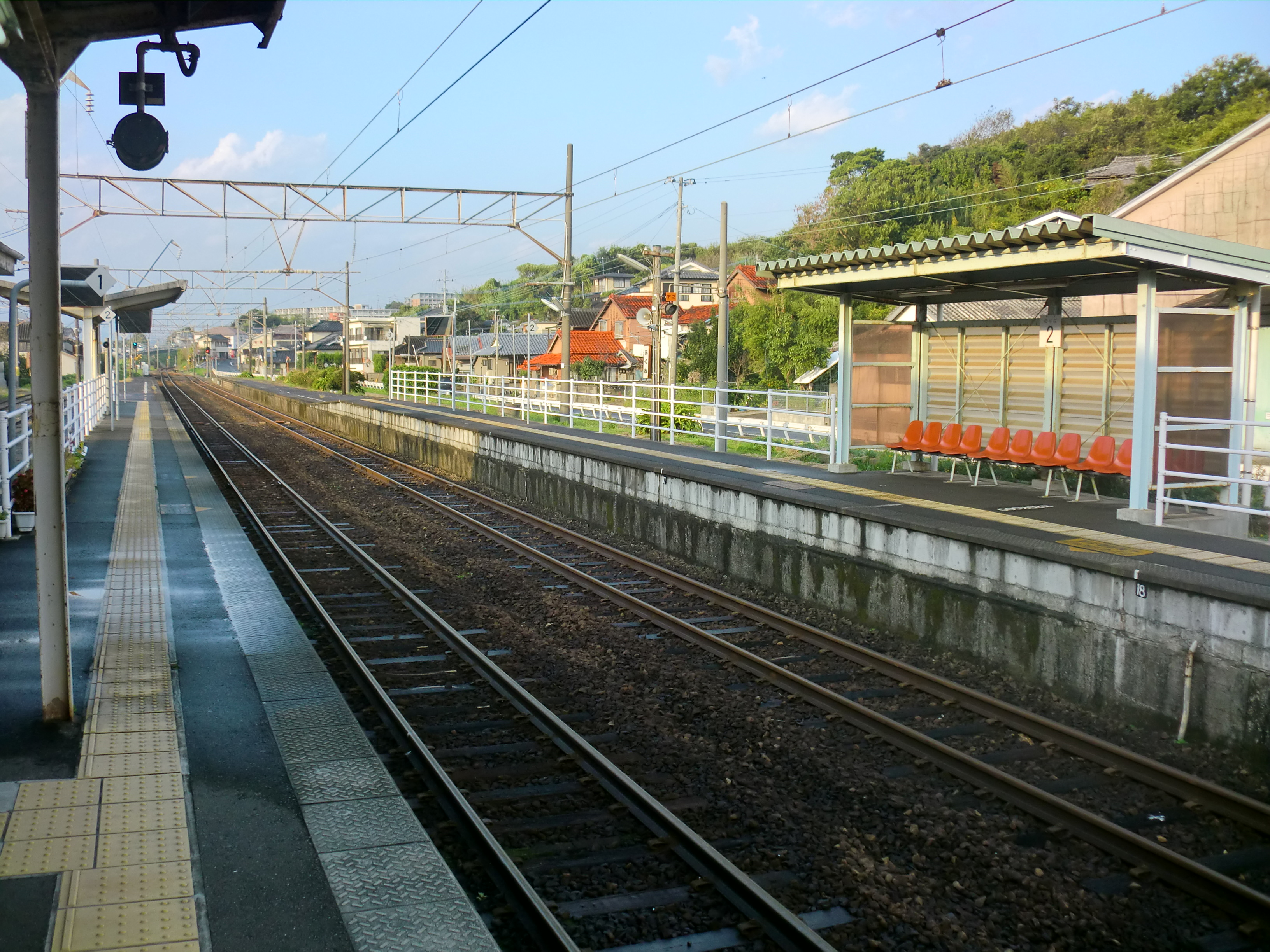
ホーム（2012年11月）

相対式ホーム2面2線を有する地上駅。1番のりばと2番のりばが向かい合って存在している。阿久根市の公益財団法人「阿久根市美しい海のまちづくり公社」が駅管理を行う簡易委託駅。
開設時、駅舎は木造平屋建てだったが、1945年（昭和20年）8月に起きた阿久根空襲で爆弾直撃を受けて焼失した。現駅舎は1949年（昭和24年）に竣工した2代目の木造建築駅舎で、正面が改装されていたものを更に2014年に改修したものである。1番のりばの裏に終点となっている2つの側線があるが、これはかつて貨物ホームだった名残であり、現在は保線用車両留置に使われている。2000年代頃までこの側線には貨物ホーム施設がほぼ全て残っていたが、2009年にライダーハウス施設開業のため寝台客車を設置した際に殆どが撤去された。
かつては単式ホーム1面1線、島式ホーム1面2線の合計2面3線構造で、2番線の隣に3番線があり、その隣に貨物列車用側線も1線敷かれていた。3番線と側線は一部列車待避等に使用されていたが、貨物列車削減等により待避列車が減少し、末期は休車・廃車車両の留置線として使用される事が多かった。1986年11月1日ダイヤ改正以降は使用停止となり、3番線や側線に繋がるポイントレールなどは1987年内に撤去された。その後線路も全て撤去され、跡地は駐車場などに転用されている。2016年現在も川内方には3番線で使用されていた安全側線（車止め）跡が残っている。
阿久根市の中心駅であり、国鉄やJRの駅であった頃は特急「つばめ」・「有明」、寝台特急「はやぶさ」・「なは」、急行「フェニックス」・「かいもん」・「そてつ」・「桜島」等、深夜帯に運行された臨時特急「有明」など一部の優等列車、臨時列車以外のほぼ全ての優等列車が停車していた。また、海に近いこともあり、1970年代までは山間部の薩摩大口駅から川内駅や水俣駅経由で当駅までの海水浴客専用臨時直通列車が多数運行されていた時期もある。みどりの窓口も設置されていて全国のJR指定券が購入出来ていた。駅舎内にはキヨスクや居酒屋が営業しており、駅弁も販売されていた。駅前には市営の無料駐車場・市が設置した無料駐輪場がある。ホームには特急「つばめ」の号車案内が残っている。
ホームには市民グループが設置した花の植えてあるプランターが並べられている。
鹿児島本線時代から主要駅の一つであり折返し運転も可能な構造であるが、国鉄、JR時代は工事、災害による運休や臨時団体列車での折り返し運転があった以外は定期列車での当駅止まり、当駅折返し運転は行われていなかった。2004年に肥薩おれんじ鉄道に移管された際、3月27日から初めて当駅止まり（到着後、そのまま川内駅まで回送）となる定期の観光快速列車「海風」が設定された。しかし2005年3月1日ダイヤ改正で川内方面行に延長され、当駅止まりの定期列車は1年と持たずに消滅した。現在は毎年3月中旬に開催される「高尾野中の市」開催時に臨時列車が当駅 - 米ノ津駅間で折返し運転されるのみとなっている。

### のりば
| のりば | 路線                | 方向 | 行先                 | 備考                   |
| ------ | ------------------- | ---- | -------------------- | ---------------------- |
| 1      | ■肥薩おれんじ鉄道線 | 上り | 出水・水俣・八代方面 |                        |
| 1      | ■肥薩おれんじ鉄道線 | 下り | 川内方面             | 原則としてこのホーム   |
| 2      | ■肥薩おれんじ鉄道線 | 下り | 川内方面             | 行違い時および一部列車 |

付記事項
- 列車は基本的に1番のりばに停車する。なお、2番のりばは列車交換時に使われるが、それが行われない一部列車も使用する。
- にぎわい交流館の開放時間は6時30分（土休日は7時00分）から21時00分までで、それ以外の早朝と深夜の時間帯は防犯上の理由から閉鎖され、建物横の通用口から直接ホームに入る形となる。また、自動券売機は他の有人駅と違ってにぎわい交流館内にあるため、開放時間外は乗車券は購入出来ない。このため、この時間帯は車内の整理券を取り、下車駅で整理券と共に運賃を支払う方式となっている。

### 駅舎改修
国鉄時代から使われていた駅舎は鉄製の改札口やみどりの窓口、発車標跡が残る等、国鉄時代からの名残を色濃く残していたが、駅舎自体が老朽化していること、駅舎内に多数の鳥が巣を作り糞害が酷いこと等から2013年10月より駅舎改修工事が始まった。
駅舎改修は阿久根市が総事業費約2.1億円を投じて行い、2014年（平成26年）5月3日に「にぎわい交流館阿久根駅」として新装開業した。
駅舎デザインを手掛けたのは「ななつ星in九州」を手がけた水戸岡鋭治で、阿久根付近で伐採された木がふんだんに使われており、図書室、キッズルーム、多目的イベントスペース等が設けられている。
また、待合室はホールを兼ねた構造になっており、コンサートなどにも利用可能となっている。
さらに、駅構内に出店している「阿久根屋食堂」は地元で採れる海産物をトッピングする「地魚カレー」等の地元食材を用いた料理も提供している。
阿久根市の特産品を扱う土産物屋「あくね市場」も併設されている。

### 営業時間
駅管理と業務は上述の公益財団法人による業務委託で、にぎわい交流館の管理運営と業務は阿久根市が行っている。かつてはにぎわい交流館は肥薩おれんじ鉄道直営であったが2015年3月31日限りで管理を終了し、翌4月1日より阿久根市管理となった。管理者変更に伴い、4月1日より食堂とカフェは営業を休止していたが、カフェが4月17日の昼より、食堂も5月1日より営業が再開された。
- 駅窓口
  - 平日 6時45分 - 17時45分
  - 土休日 7時50分 - 16時15分

- にぎわい交流館「阿久根屋」
  - 食堂 11時00分 - 14時00分
  - カフェ 8時00分 - 19時00分
  - 売店 10時00分 - 21時00分
  - 旬なモノ市（毎月第一日曜日開催） 11時00分 - 18時00分

この他に多数の臨時イベントがイベントスペースで開催され、その場合は営業時間が変更となることがある。

## 利用状況
- 2019年度の1日平均乗降人員は574人である[11]。

| 年度 | 1日平均 乗車人員 | 1日平均 乗降人員 |
| ---- | ---------------- | ---------------- |
| 2007 | 460              | 936              |
| 2008 | 429              | 897              |
| 2009 | 427              | 891              |
| 2010 | 397              | 825              |
| 2011 | 358              | 748              |
| 2012 | 343              | 712              |
| 2013 | 347              | 716              |
| 2014 | 362              | 746              |
| 2015 | 357              | 739              |
| 2016 | 339              | 706              |
| 2017 | 337              | 700              |
| 2018 | 301              | 638              |
| 2019 | 281              | 574              |

## 駅周辺

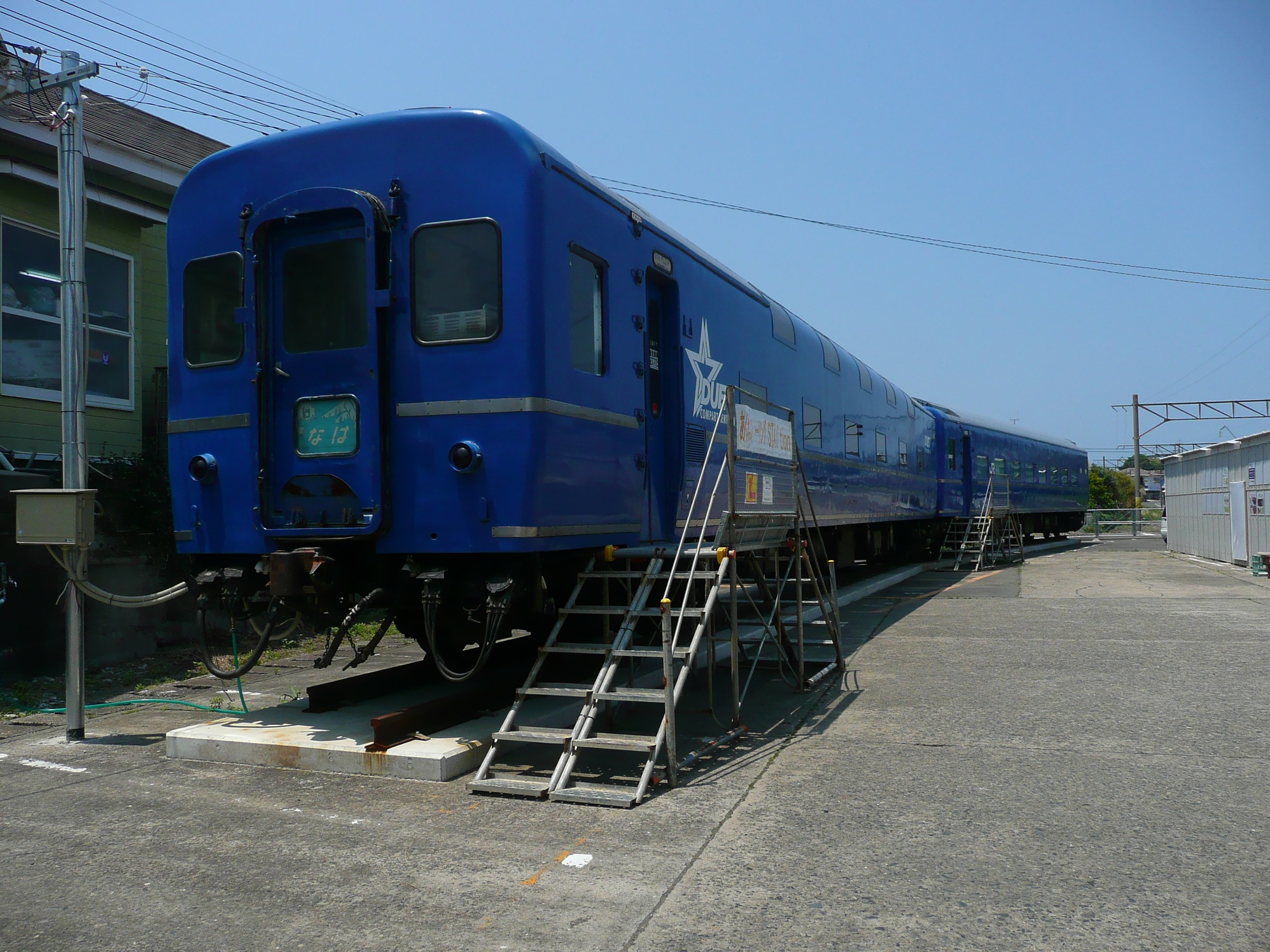
駅前で静態保存されていた当時の、寝台特急『なは』で使用された車両。一時期はライダーハウスとして利用されたが後閉鎖、2021年4月に香川県に移送された。こちらも参照。

海沿いに広がる阿久根の市街地の北東の端に位置しており阿久根市内の様々なスポットに近い。阿久根温泉や阿久根大島等の観光地も控えている。
- 阿久根市役所
- 鹿児島県立阿久根高等学校（2007年3月31日閉校）
- 阿久根市立阿久根小学校
- 阿久根郵便局
- 阿久根市民病院
- ヤマダデンキテックランド阿久根店
- 阿久根警察署阿久根中央交番
- 市場食堂「ぶえんかん」
- 鹿児島県立阿久根農業高等学校（2007年3月31日閉校）
- 鹿児島県立鶴翔高等学校
- 国道3号
- 国道499号
- 阿久根大島
- 阿久根温泉

## バス路線
駅前ロータリー内に南国交通（川内営業所・出水営業所）の「阿久根駅前」停留所がある。
- 車庫前 / 阿久根新港
- 車庫前 / 西方駅前
- 佐潟口 / 水俣車庫
- 佐潟口 / だんだん市場前・平尾車庫前
- エアポートシャトル：鹿児島空港 / 阿久根市役所

## 隣の駅
※臨時快速「おれんじ食堂」の隣の停車駅は列車記事を参照のこと。
肥薩おれんじ鉄道
■肥薩おれんじ鉄道線
折口駅（OR20） - （赤瀬川信号場） - 阿久根駅（OR21） - 牛ノ浜駅（OR22）